# Station Rosendaël
Station Rosendaël was een spoorwegstation langs de spoorlijn Dunkerque-Locale - Bray-Dunes in de Franse plaats Rozendaal, een wijk van Duinkerke.
Omstreeks 1992 reden de laatste toeristentreinen tussen De Panne en Duinkerke. Heden ten dage passeert een goederentrein sporadisch het station, tussen Duinkerke en Leffrinkhoeke.